# Mogador (Surrey)
Mogador – osada w Anglii, w hrabstwie Surrey, w dystrykcie Mole Valley. Leży 29 km na południe od centrum Londynu.